# خمینی ای امام
خمینی ای امام یکی از سرودهای انقلابی ایران ساخته حمید شاهنگیان است. این سرود برای نخستین‌بار در روز ۱۲ بهمن ۵۷ و در لحظه ورود سید روح‌الله خمینی در حضور استقبال‌کنندگان در فرودگاه مهرآباد توسط یک گروه کر به صورت زنده خوانده شد. حمید سبزواری ترانه‌سرای این سرود است.
سرود" خمینی ای امام" در فهرست آثار ناملموس ملی ایران به ثبت رسیده‌است؛ پخش این سرود انقلابی، در اوایل دهه ۶۰، برای حدود دو سال از رادیو و تلویزیون ایران ممنوع بود.